# 인터뷰 게임
《인터뷰 게임》은 SBS에서 2008년 6월 24일부터 2009년 2월 10일까지 방송된 프로그램이다. 시청자들이 자신이 인터뷰하고 싶은 대상을 직접 선정한 후 인터뷰를 통해 오해와 갈등을 풀고 문제를 해결하는 독특한 콘셉트의 프로그램이다. 시청자에게 호평을 받았으나 2008년 10월 '광고 수익이 제작비를 충당하지 못하는 프로그램은 조정 대상이 될 것'이라는 SBS의 '경영 편성' 방침에 따라 '인터뷰게임'은 2009년 2월 10일에 1차 종영되었으나 2020년 9월 3일부터 파일럿 프로그램으로 재신설되었으며, 2020년 9월 10일까지 방송되었다.

## 방송 시간
| 방송 채널 | 방송 기간                         | 방송 시간                  | 방송 시간                    | 비고                  |
| --------- | --------------------------------- | -------------------------- | ---------------------------- | --------------------- |
| SBS TV    | 2008년 6월 24일 ~ 2009년 2월 10일 | 매주 화요일 밤 8:50 ~ 9:55 | 매주 화요일 밤 8:50 ~ 9:55   | 정규 편성             |
| SBS TV    | 2020년 9월 3일 ~ 2020년 9월 10일  | 1부                        | 매주 목요일 밤 10:35 ~ 11:15 | 파일럿 편성(1부, 2부) |
| SBS TV    | 2020년 9월 3일 ~ 2020년 9월 10일  | 2부                        | 매주 목요일 밤 11:15 ~ 11:50 | 파일럿 편성(1부, 2부) |